# 阿什莫林博物館

阿須摩林博物館地圖

阿什莫林博物館（Ashmolean Museum），全名阿什莫林藝術與考古博物館 （也被翻譯為：阿什莫林，艾希莫林，阿希莫利安博物館），位于英國牛津市中心，被公認是英語世界中第一個成立的大學博物館，也是第一個公眾博物館（Public Museum），其最早建筑于1678-1683年間建成。

## 历史
1677年由伊萊亞斯·阿什莫爾贈與牛津大學。從博物館是永久性非營利機構的角度衡量，至今有三百餘年歷史的阿什莫林博物館，自有其永續經營的管理法則，而就收藏與博物館的關係來討論，阿什莫林博物館經由私人捐贈行為，將收藏博物館化的過程對於了解十七至十八世紀西方博物館形成的概念有很大幫助。
2006-2009年間，阿什莫林博物館進行了大規模的擴建與裝修，博物館建筑由三層擴至五層，增加了一倍的展覽空間以及新的教育中心。2009年11月7日該博物館重新對公眾開放。 这个博物馆部门有超过 30,000 件文物。

## 外部連結
- Ashmolean Museum website （页面存档备份，存于）（英文）
- Sackler Library （页面存档备份，存于）（英文）
- The Griffith Institute（英文）
- Virtual Tour of the Ashmolean Museum, photography from 2003 （页面存档备份，存于）（英文）
- Powhatan's Mantle — pictures, description & history （页面存档备份，存于）（英文）

51°45′19.28″N 1°15′36.22″W / 51.7553556°N 1.2600611°W